# Amico di Avellana
Amico di San Pietro Avellana (Camerino, 920 o 930 – San Pietro Avellana, 3 novembre 1040 o 1050) è stato un monaco cristiano italiano, dell'ordine benedettino. È venerato come santo dalla Chiesa cattolica.

## Biografia
Amico fu figlio di una nobile famiglia di Camerino, fu messo in monastero a giovane età, ma in seguitò preferì la carriera sacerdotale. Convinti i parenti ad abbracciare la vita monastica, Amico si ritirò in eremitaggio sul Monte Torano dell'Aquila, nei pressi del torrente Chiarino, nel territorio che circonda Colle di Arquata) in provincia di Ascoli Piceno. Raggiunto da altri monaci rimase vent'anni ritirato a vita eremitica, dove eresse un altare dedicato all'Arcangelo Michele ed in seguito vi fu costruita una chiesetta dedicata alla Madonna del Chiarino.
Raggiunta la ragguardevole età di centoventi anni, morì nel Monastero di San Pietro Avellana, fondato nel 1025 da san Domenico di Sora. In questo monastero riposa il suo corpo circondato da un bell'altare seicentesco.
Fra i suoi seguaci il monaco Benedetto della Vita scrisse di lui:

## Culto
Spesso è stato confuso con sant'Amico di Rambona fino ad avere una comune attribuzione, quella del lupo, riferito ad un miracolo del santo dell'ammansimento di un lupo feroce. Per questo motivo, ed anche per il nome, i due santi marchigiani vengono spesso confusi, per alcuni addirittura è la stessa persona che prima di ritirarsi a vita eremitica sia stato abate dell'Abbazia di Rambona, ma questa versione è molto dubbia.
Viene festeggiato il 3 novembre, data presunta della sua morte.

## Iconografia
Sant'Amico appare in alcuni quadri e affreschi del XV secolo. È sempre affiancato da un lupo perché la leggenda vuole che un lupo avesse sbranato l'asino dell'abbazia usato dai monaci per raccogliere legna nei boschi dei dintorni. Sant'Amico ammansì il lupo che si sostituì all'asino nella dura incombenza. Altre volte viene rappresentato con attrezzi agricoli, in particolare un'ascia simbolo del taglialegna.